# Oberes Schloss (Talheim)
Das Obere Schloss, auch Obere Burg genannt, ist eine ortsbildprägende Höhenburganlage in Talheim im Landkreis Heilbronn im nördlichen Baden-Württemberg.

## Geschichte
Die Ursprünge der Hangburg, die auf einem nördlichen Hang des Schozachtals oberhalb von Talheim errichtet wurde, liegen im Dunkeln. Als Bauzeit wird allgemein das 12./13. Jahrhundert angenommen, womit die Anlage jünger ist als der ursprüngliche Herrenhof des Ortes bei der Kilianskirche. Im hohen Mittelalter entstanden neben dem Oberen Schloss noch zwei weitere Burganlagen am nördlichen Schozachufer: das Untere Schloss und die Burg Ehrenberg.
Der Grund für die Errichtung mehrerer Burgen am selben Ort innerhalb kurzer Zeit liegt höchstwahrscheinlich in der Zersplitterung der örtlichen Besitzverhältnisse in mehrere Ganerbenanteile. Den größten Anteil hatten zunächst die Herren von Talheim, die als Erbauer des Oberen Schlosses gelten und dort ihren Stammsitz hatten. Die mittelalterliche Anlage unterschied sich wesentlich von der heutigen Anlage und entsprach mit Schildmauer, Ringmauer, Zwinger und Burgfried dem typischen Bild wehrhafter Höhenburgen. Ihre heutige Gestalt mit den drei aufgereihten Wohngebäuden erreichte die Burg durch die weitere Zersplitterung des Besitzes und durch Umbauten zahlreicher verschiedener Besitzer bis ins späte 16. Jahrhundert.
1456 kam der östliche Teil der Anlage von Bernhard von Talheim an die Grafen von Katzenelnbogen und nach deren Aussterben 1479 an das Haus Hessen. Nach zeitweiliger Belehnung der Herren von Sickingen besetzte Gerhard von Talheim die Burg und bekam sie 1484 gegen Entschädigungszahlung zugesprochen. 1471 hatte er den Schneck genannten Treppenturm im Nordwesten nebst einem heute nicht mehr vorhandenen Wärterhäuschen dem württembergischen Grafen Ulrich V. als Lehen aufgetragen. Das Steinhaus im Südwesten der Anlage kam 1481 von Barbara von Bebenburg an Hans von Venningen und von diesem 1499 an Gerhard von Talheim, der damit wieder die ganze Burg besaß, wenn auch teilweise nur als Lehen. Seine Söhne Gerhard und Joachim teilten nach Streitigkeiten den Schlosshof durch eine Mauer in eine westliche und eine östliche Hälfte. Joachim von Talheim und seine Frau Katharina (geb. Laemmlin) erbauten um 1534 das östliche der drei Wohngebäude.

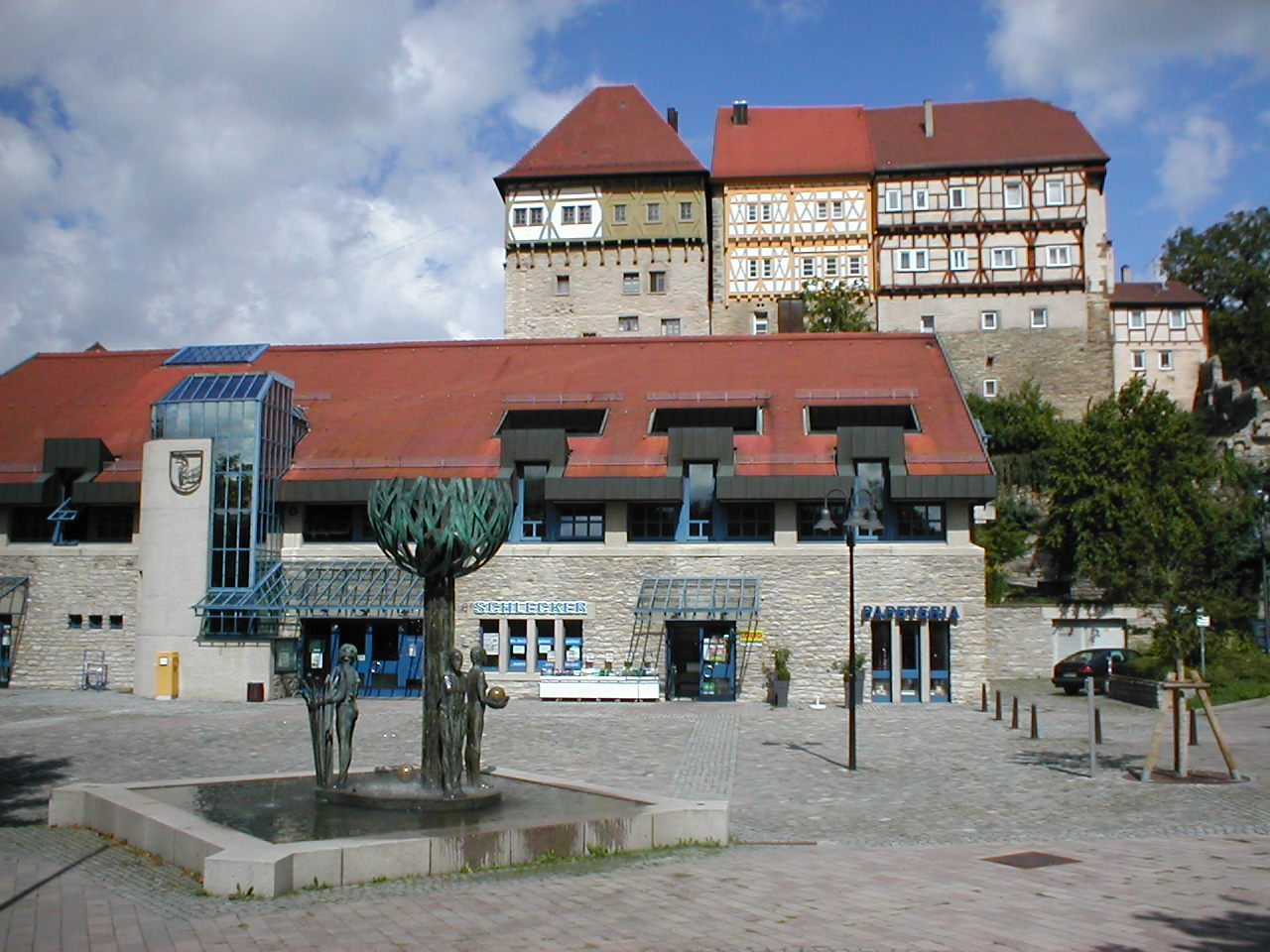
Das Obere Schloss Talheim oberhalb des Rathausplatzes

Die westliche Hälfte der Burg mit dem Schneck kam durch die Heirat von Brigitta von Talheim und Rochus Lyher im Jahre 1550 an die Heilbronner Patrizierfamilie Lyher. Die östliche Hälfte (Hessisches Schloss) blieb bei den Herren von Talheim. Nachdem es immer wieder Streitigkeiten mit dem trinksüchtigen und verschuldeten Hans Ludwig Lyher gegeben hatte, ergriff Württemberg 1606 Besitz vom gesamten westlichen (Lyherschen) Teil, den man als Zugehör zum als württembergisches Lehen vergebenen Schneck betrachtete. Lyher verkaufte 1607 seine Ganerbenanteile am Ort an den Deutschen Orden, der damit in Besitz von vier Sechsteln des Ortes kam. Lyhers Sohn Philipp Burkhard Lyher erhielt den westlichen Schlossteil im Jahre 1611 als württembergisches Lehen zurück, während der östliche Schlossteil 1614 vom Deutschen Orden erworben wurde und später im Besitz verschiedener freiadliger Familien war, zuletzt im Besitz der Freiherren von Gemmingen.
Das württembergische Lehen (westlicher Schlossteil und Schneck) kam im Jahr 1640 an den südböhmischen Adligen Friedrich Kasimir Chanowsky (* 1584; † 1648 in Stuttgart) von Dlouhá Ves/Langendorf aus dem Pilsner Kreis, der als zweiter Sohn von Heinrich Chanowsky von Langendorf (* 1550 in Südböhmen; † 1611/12 in Brettach) und Johanna Raphi (* unbekannt; † 1627) geboren wurde und württ. Zweirösser (1622), Kammerjunker (1625–1627), Viertelsdirektor (1640) und Rat war und zum Ausschuss des Ritterkantons Kocher gehörte. Im Jahre 1683 erhielt seine Erbtochter Eva Maria Chanofsky als Mannslehen für 300 Gulden das Schloss. Sie heiratete im Jahre 1694 August von Schmidberg, den jüngsten Sohn des Ludwig von Schmidberg. Daher wird der westliche Schlossteil auch als Schmidbergsches Schlösschen bezeichnet. Damals pachtete der Herr von Kreislau das Schloss von Seiten derer von Schmidberg. Zu dem Schloss gehörten eine Scheune, fünf Morgen Weingarten, zwei Morgen Baumgarten und zwei Morgen Waldholz. Im Jahre 1777 starb der letzte Zweig des Geschlechts derer von Schmidberg aus, und das in desolatem Zustand befindliche Schloss gelangte als Pacht an Pf. Vincenz in Talheim.
Württemberg nahm ab 1778 aus der Burg Horkheim stammende Schutzjuden im württembergischen Teil des Schlosses auf. Aus diesem Grunde wurde die Anlage auch als Talheimer Judenschloss bezeichnet. Die Jüdische Gemeinde Talheim errichtete im Schlosshof 1793 ein Wasch- und Backhaus (spätere Synagoge) und erwarb 1821 den württembergischen Schlossteil für den Kaufpreis von 1910 Gulden. Auch der Rest der Anlage gelangte in den Jahren 1813 bis 1833 an Privatleute.
Im Jahr 1991 erhielt das Gebäude nach umfassender Sanierung den Denkmalschutzpreis Baden-Württemberg des Schwäbischen Heimatbundes.

## Baubeschreibung

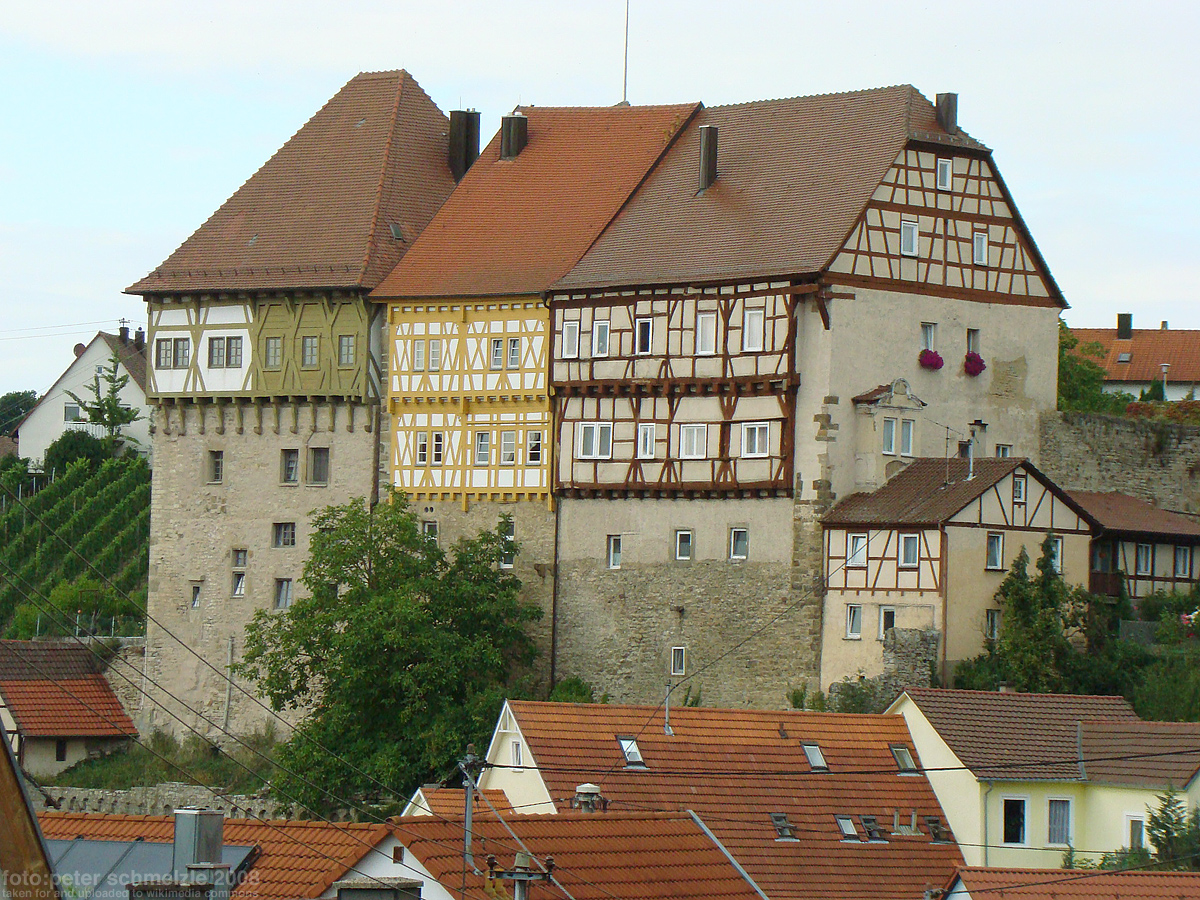
Ansicht von Südosten

Die Anlage hat einen nahezu rechteckigen Grundriss von 35 Meter Breite und 25 Meter Tiefe. Die drei Wohngebäude sind im Süden der Anlage aufgereiht. Das westliche Wohngebäude ist das Schmidberg'sche Schlösschen. Markant ist hier der annähernd quadratische alemannische Fachwerkaufsatz auf den Resten der 14 Meter hohen und ca. 1,70 Meter dicken Schildmauer. Auf der Grundform des Quadrats erhebt sich das Dach, das die Form einer Pyramide beschreibt. Das Hessen'sche Schloss umfasst die beiden östlichen Wohngebäude, wobei das östliche Gebäude älter ist und der Mittelbau nachträglich eingebaut wurde. Im Norden der Anlage sind Reste der Schildmauer mit ehemaligem Wehrgang erhalten. Im Nordosten befinden sich die Grundmauern des einstigen Bergfrieds. Im Nordwesten befindet sich der nach der Wendeltreppe im Inneren Schneck genannte Treppenturm. Im Nordwesten des Innenhofs unterhalb des Schnecks befand sich bis 1952 das Synagogengebäude, an das heute mehrere Gedenktafeln erinnern.

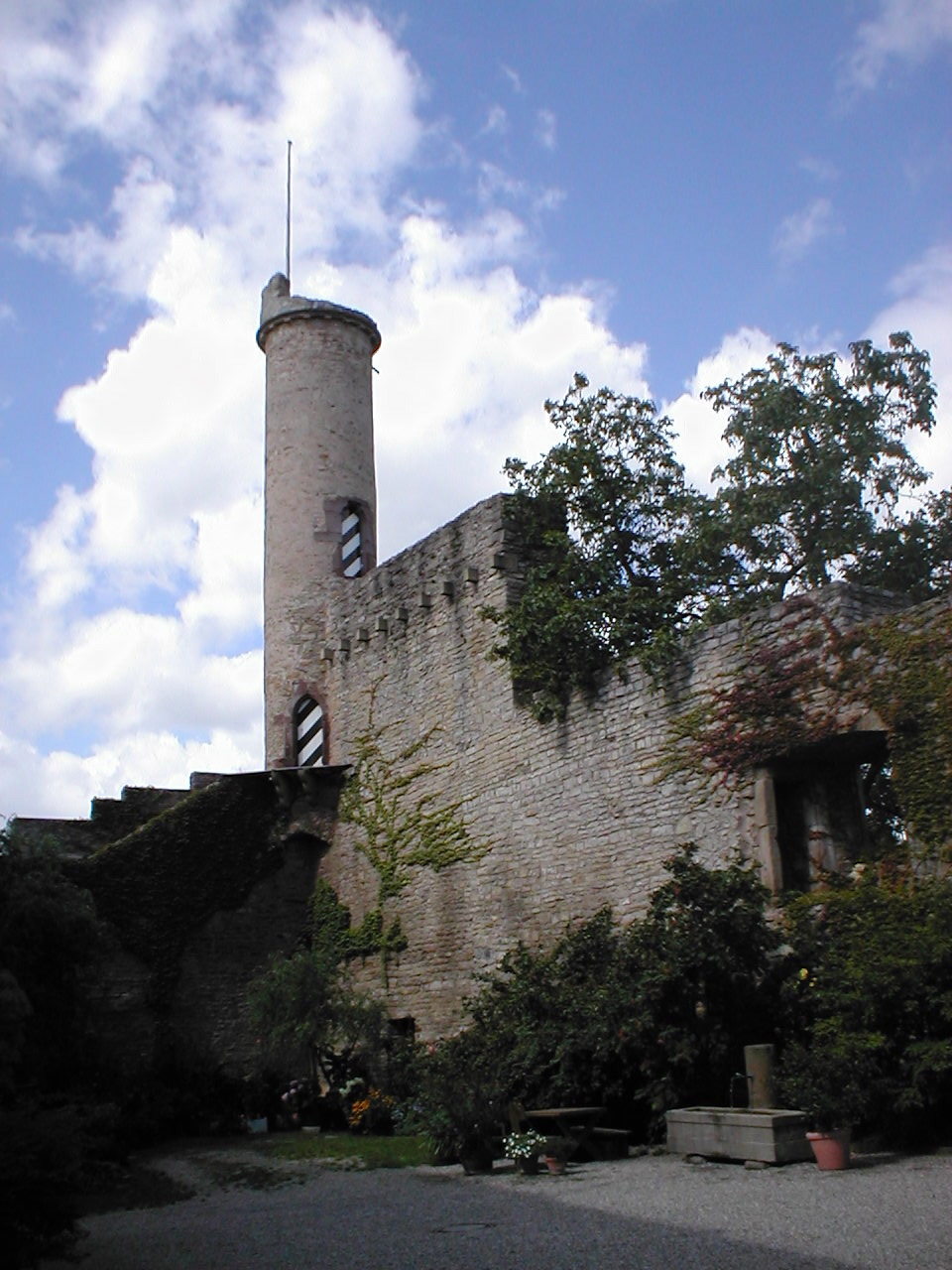
Schneck vom Innenhof
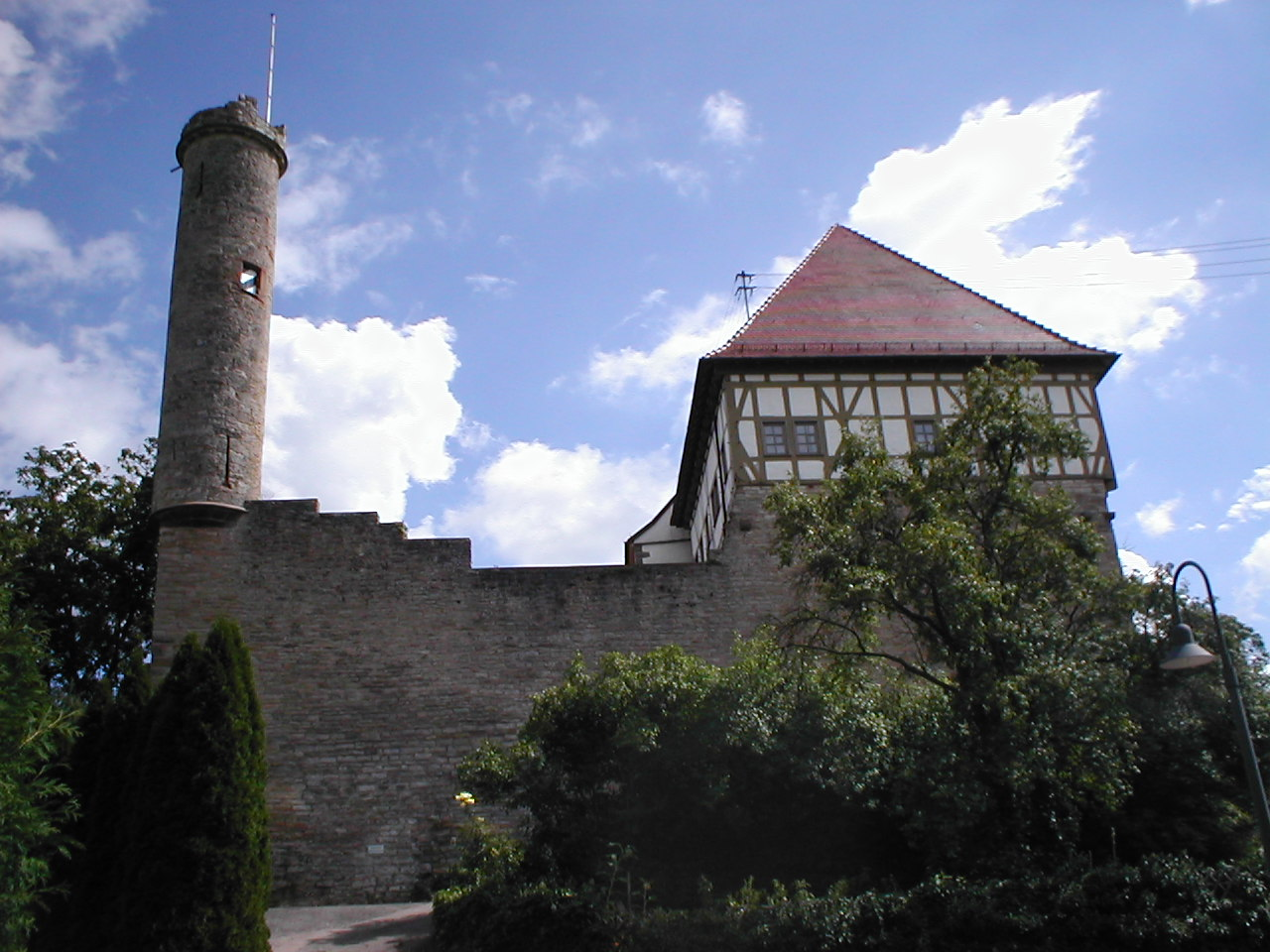
Ansicht von Westen, Schneck und Schmidbergsches Schlösschen
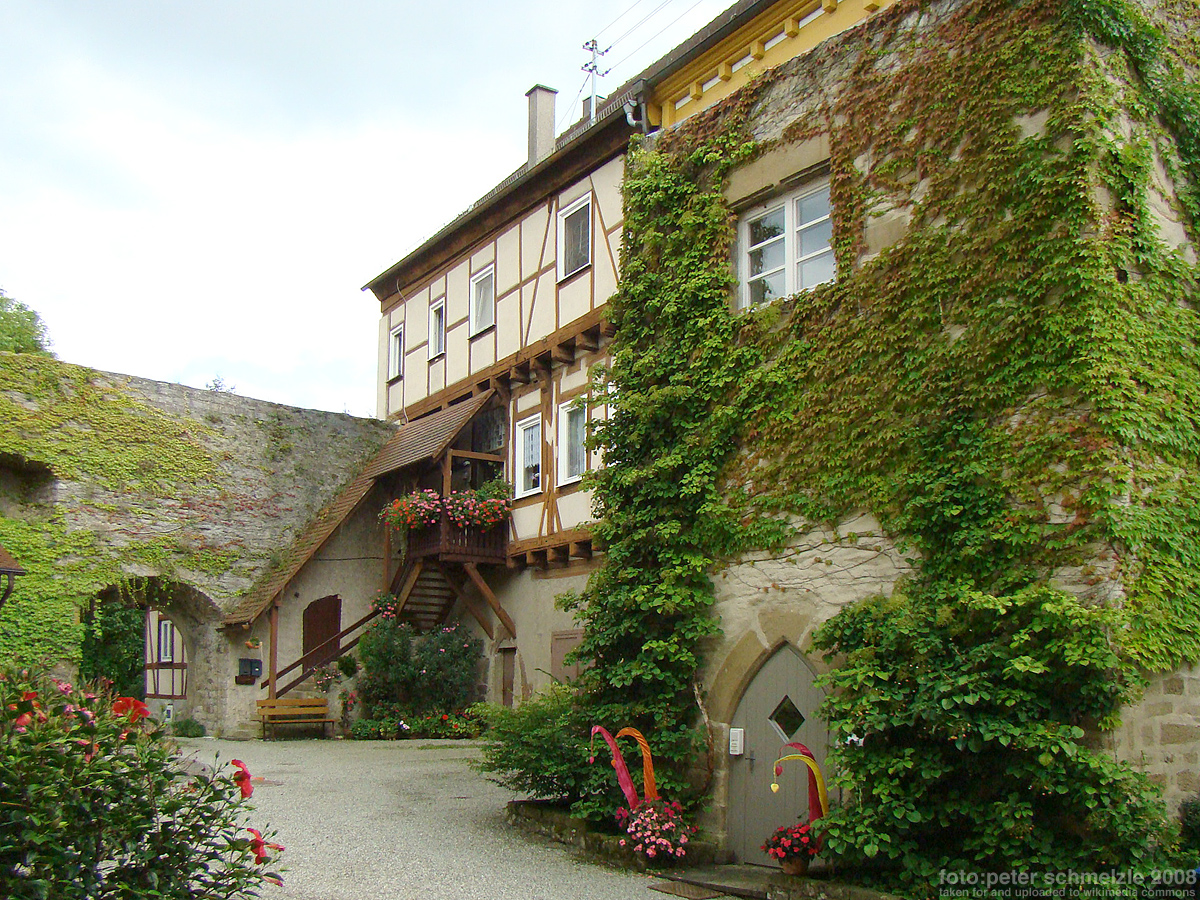
Hessensches Schloss vom Innenhof gesehen
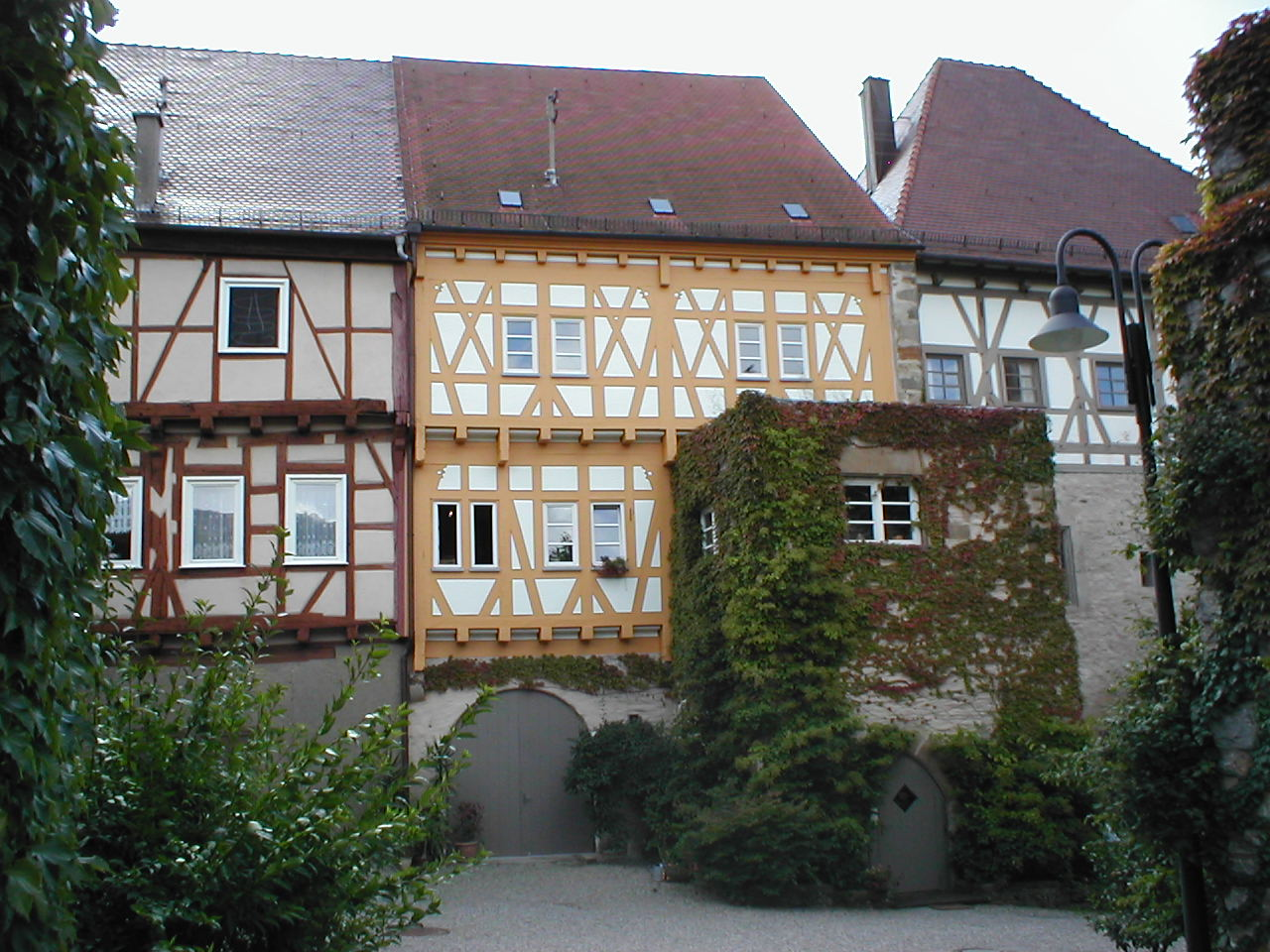
Gebäudeansicht vom Innenhof